# مارك كيلر (سياسي)
مارك كيلر (بالإنجليزية: Mark Keller)‏ هو سياسي أمريكي، ولد في 14 يناير 1954 في الولايات المتحدة. حزبياً، نشط في الحزب الجمهوري. وقد انتخب عضو مجلس نواب بنسيلفانيا.

## وصلات خارجية
- الموقع الرسمي